# Maxym Martchenko
Maxym Mykhaïlovytch Martchenko (en ukrainien : Максим Михайлович Марченко), né le 10 février 1983 à Sloviansk (oblast de Donetsk), est un colonel ukrainien, commandant de la 28e Brigade mécanisée de l'armée de terre ukrainienne et gouverneur de l'oblast d'Odessa depuis le 1er mars 2022.

## Biographie
En 2005, Maxym Martchenko est diplômé de l'Institut des troupes de chars de Kharkiv.
De 2015 à 2017, Maxym Martchenko est commandant du Bataillon Aidar et prend part aux combats dans l'est de l'Ukraine. Il sert ensuite comme commandant de peloton puis commandant adjoint de brigade de la 92e Brigade mécanisée. Il est promu colonel en 2019.
Le 1er mars 2022, durant l'invasion de l'Ukraine par la Russie, il est nommé gouverneur de l'oblast d'Odessa par décret présidentiel, en remplacement de Serhiy Hrynevetsky,.